# Blåkvast
Blåkvast (Ageratum) er en planteslægt, der er udbredt i Mellem- og Sydamerika. Her nævnes kun den art, som dyrkes i Danmark.
| Arter |

- Almindelig blåkvast (Ageratum houstonianum)